# Syzygium dolichophyllum
Syzygium dolichophyllum är en myrtenväxtart som först beskrevs av Karl Moritz Schumann och Carl Karl Adolf Georg Lauterbach, och fick sitt nu gällande namn av Elmer Drew Merrill och Lily May Perry. Syzygium dolichophyllum ingår i släktet Syzygium och familjen myrtenväxter. Inga underarter finns listade i Catalogue of Life.